# Эспаньола (остров, Галапагос)
Эспаньола (исп. Isla Española) — вулканический остров, наиболее южный из островов Галапагос. Британцы также назвали остров Худ (англ. Hood Island) в честь адмирала Самуэля Худа.   
Остров расположен на крайнем юго-востоке архипелага и считается, наряду с островом Санта-Фе, одним из старейших, возрастом в примерно четыре миллиона лет. Остров Эспаньола является популярной туристической остановкой и самым южным островом Галапагосского архипелага. Климат на острове очень сухой, как и на большей части архипелага. Но из-за своей плоскости остров является самым сухим, и на нем выпадает всего несколько сантиметров осадков в год.  
Путешествие до острова занимает 10-12 часов на лодке от острова Санта-Крус. Эспаньолу посещают туристы, чтобы понаблюдать за альбатросами и брачным танцем голубоногих олуш.
На острове гнездятся галапагосские альбатросы. На этом острове есть свои собственные виды животных, такие как пересмешник вида Mimus macdonaldi, который имеет более длинный и изогнутый клюв, чем у тех, которые обитают на центральных островах; ящерица вида Microlophus delanonis; морская игуана подвида venustissimus, которая имеет красные отметины на спине. Также встречаются галапагосские чайки. Экипаж остановившегося здесь в 1819 году китобойного судна Эссекс способствовал исчезновению местных черепах и пересмешников Флорена в результате возникшего пожара.
В январе 2020 года широко сообщалось о том, что самец галапагосской черепахи по имени Диего стал отцом большому количеству молодняка, что помогло спасти его вид от почти полного исчезновения.  

## Галерея

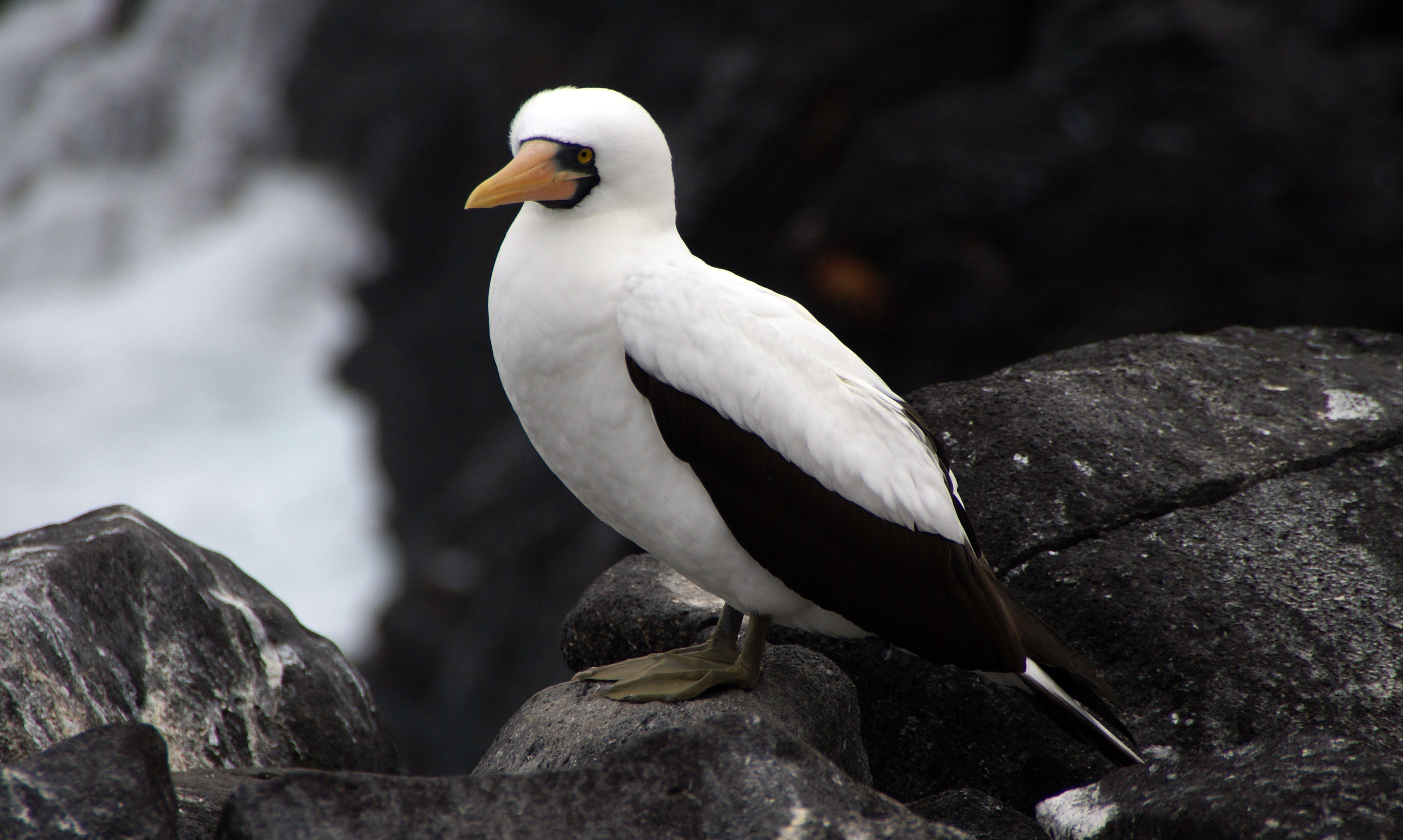
Олуша вида Sula granti на Эспаньоле
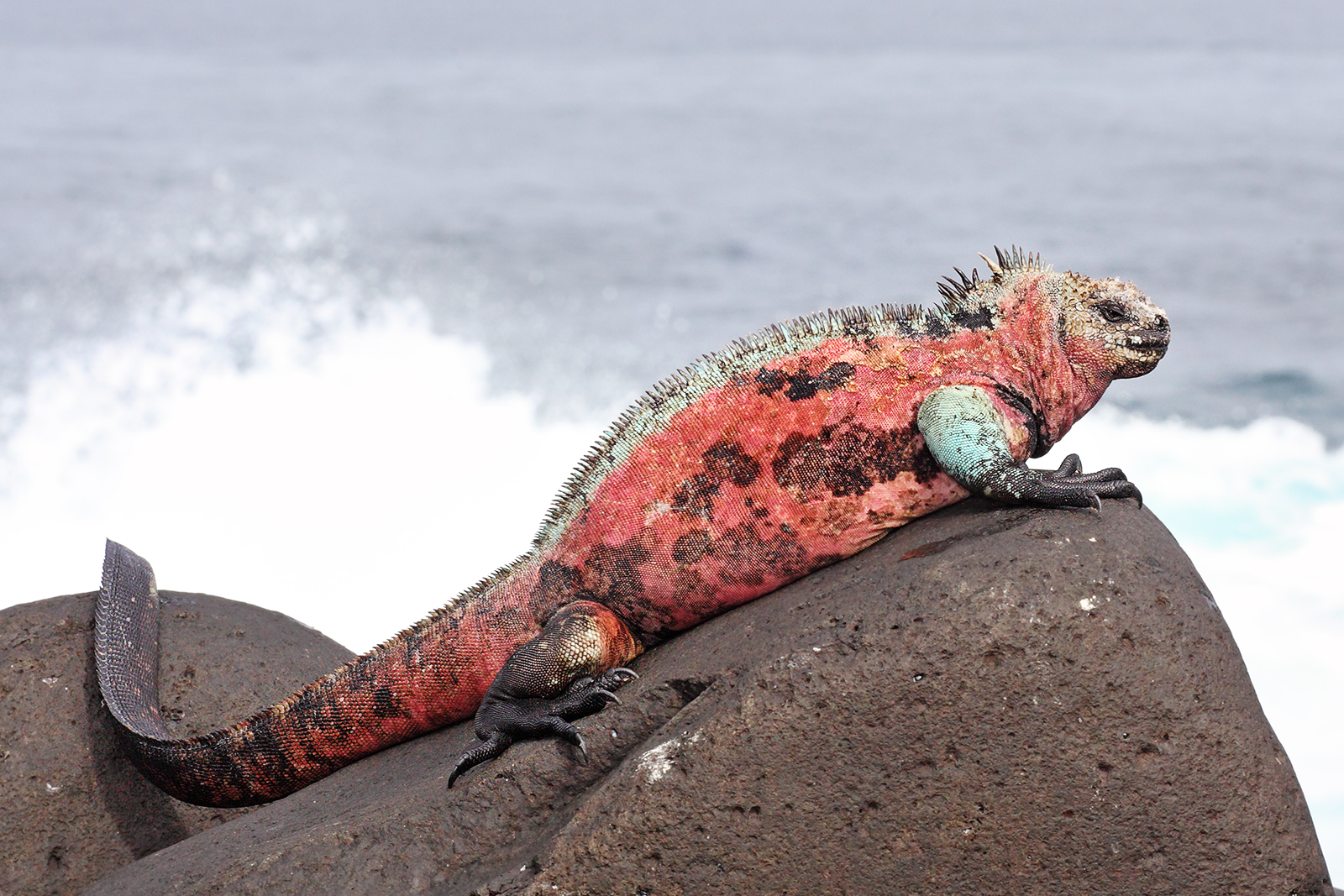
Морская игуана вида Amblyrhynchus cristatus venustissimus на острове Эспаньола